# 아디옌
아디옌(영어: Adyen)는 네덜란드의 글로벌 결제 플랫폼 기업이다. 수리남어로 '처음부터 다시 시작하자'라는 뜻의 아디옌은 2006년 네덜란드 암스테르담에서 창업되었으며 2018년 현재 아디옌은 전 세계 온라인 결제 시장에서 가장 빠르게 성장하는 회사 중의 하나가 되었다. 아디옌은 세계 어느 곳에서나 어느 장치로도 고객의 결제를 처리할 수 있는 단일 플랫폼을 구성하고 있는데 이것은 모바일 또는 POS 단말기에서 그리고 여러 마켓 플레이스에서 신용카드, 직불카드 그리고 은행 이체를 통하여 가능하며, 또한 아디옌을 이용하는 비즈니스 업체들은 아디옌이 제공하는 고객 분석 데이터, 수익 최적화 및 위험 관리 자료 등을 이용할 수 있다.
2018년 1월 31일 이베이는 페이팔을 대신하여 이베이의 주된 결제 서비스 제공자를 네덜란드의 신생 기업 아디옌으로 바꿀 것이라고 발표하였는데, 교체는 2021년까지 완료될 예정이며 2023년 7월까지 페이팔은 이베이에서의 지급 가능한 결제 수단으로 남아 있을 것이라고 하였다.

## 역사

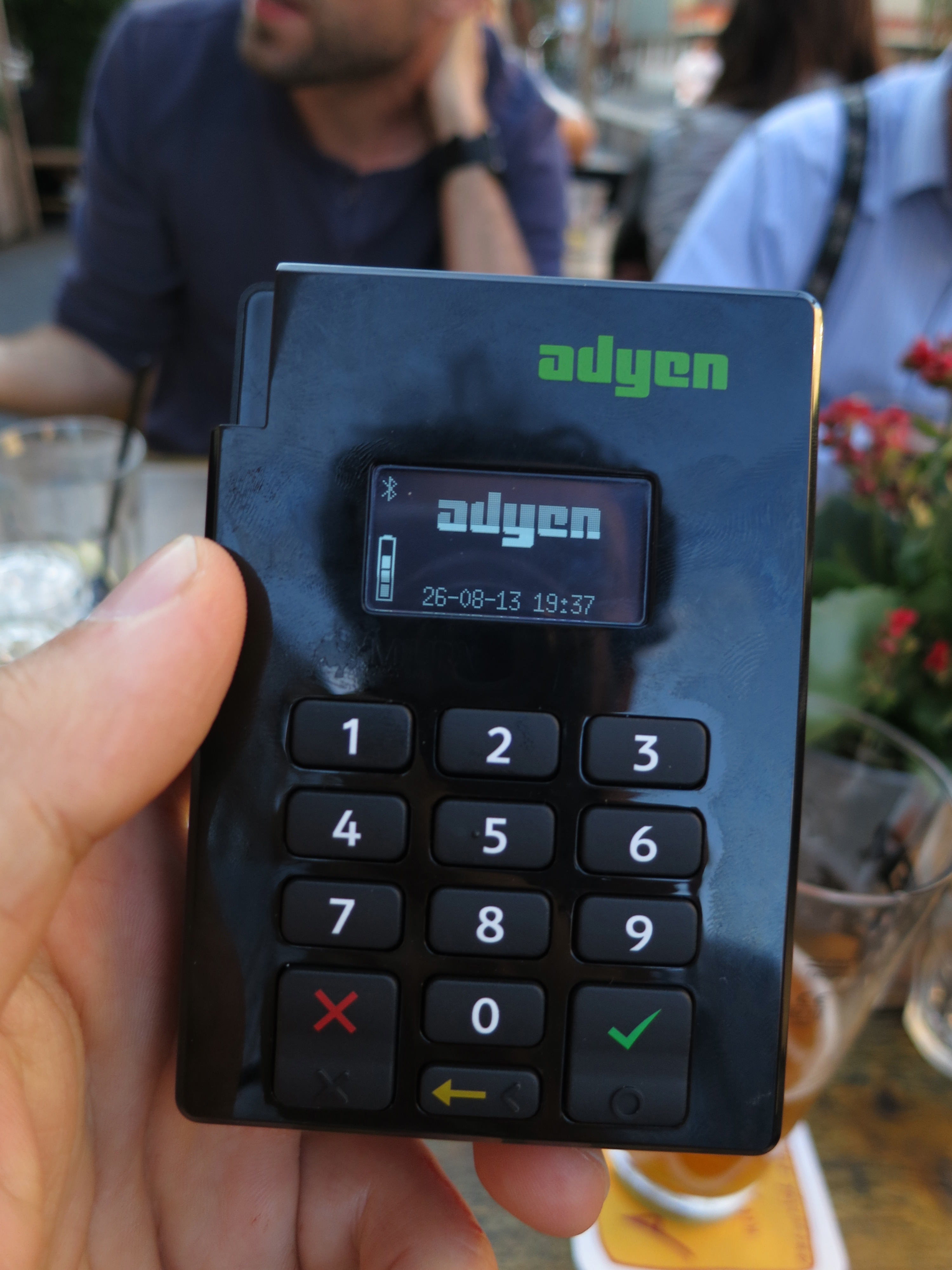
유럽에서 사용되고 있는 아디옌의 카드단말기

아디옌은 그동안 상점과 온라인에서의 결제 시스템을 오랫동안 지배하고 있었던 대형 은행과 신용카드 발행사들에 도전하는 새로운 종류의 테크놀로지 기업이다. 아디옌의 공동 창업자 피에터 반 데르 도스(Pieter Van der Does)와 아르넛 슈이즈프(Arnout Schuijff)는 네덜란드의 신생 온라인 결제 시스템 회사인 비빗(Bibit) 출신이었는데 비빗은 2004년 스코틀랜드 왕립은행에 1억 달러에 팔렸다. 마치 새로운 경주용 자동차를 만들었는데 트랙에 나가 시운전하기도 전에 자동차가 팔린 기분이었다고 피에터 반 데르 도스는 후에 술회하였다. 2년 후인 2006년 그는 비빗의 동료들과 함께 아디옌을 창업하였다.
아디옌은 전 세계 어디에서나 고객들의 결제를 받을 수 있는 단일 솔루션을 비즈니스 업체들에 제공하고 있는데, 상점 매장에서 온라인에서 그리고 모바일에서, 비즈니스 업체들을 비자·마스터카드 그리고 전 세계의 250여 종류 서로 다른 결제 방법으로 직접 연결시키는 현대적 인프라를 가지고 있다. 아디옌은 2010년 위기관리 도구를 제품에 포함시켰으며, 2012년 샌프란시스코, 런던, 파리 그리고 스톡홀름에 지역 사무실을 개설하였고 또한 POS 시스템도 결제 플랫폼에 추가하였다. 2017년 4월 유럽 지역 은행 면허를 부여받아 신용카드 직불카드 등의 매출전표 매입 은행으로서 자격을 확보함에 따라 다른 은행 파트너들에게 의지하지 않고 가맹된 비즈니스 업체들에게 거의 즉시 결제액을 내줄 수 있게 되었다. 이에 따라서 아디옌은 결제 게이트웨이로부터 시작하여 위기관리 분석 그리고 매입 은행까지 결제 시스템 전 과정을 모두 처리할 수 있는 빠른 능력을 갖추게 되었다.

## 비약적인 성장

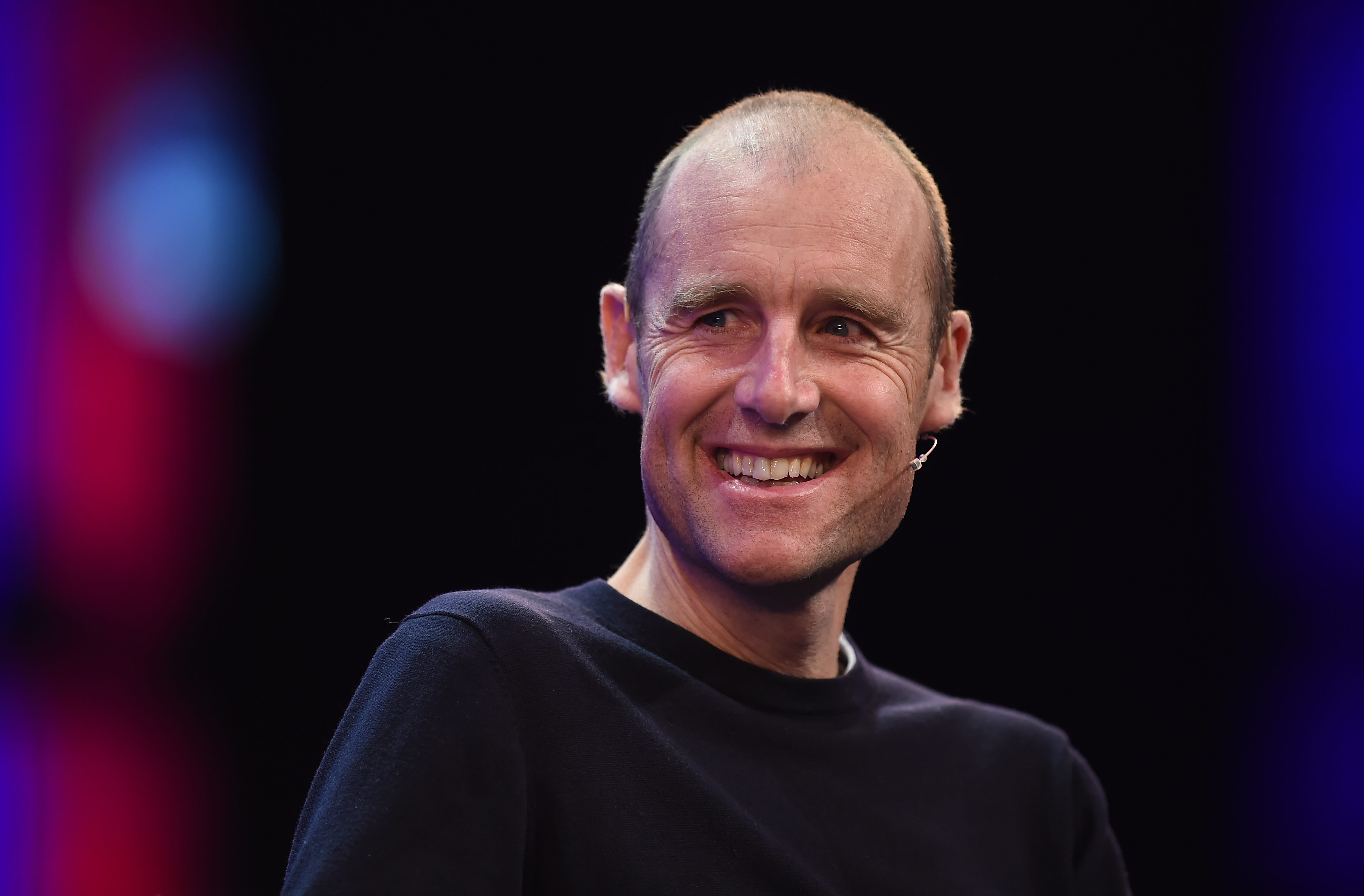
아디옌의 창업자 피에터 반 데르 도스 2015.11

아디옌은 2011년부터 수익을 올리고 있었는데 그 수익 금액은 2015년 4,600만 달러에서 2016년 8,700만 달러로 불어났으며, 총 매출은 2016년에 전년대비 99% 증가한 7억 2,700만 달러를 기록하였다. 2014년 12월 아디옌은 글로벌 투자기업 제너럴 애틀랜틱이 주도하는 2.5억 달러의 투자자금 유치를 발표하였으며 이 투자에는 테마섹, 인덱스 벤처스 및 펠리시스 벤처스도 함께 합류하였다. 2016년 아디옌의 총 결제금액 처리는 900억 달러에 이르렀으며 이것은 2015년의 500억 달러에서 비약적으로 증가한 것이었다. 2017년 9월 아디옌은 유럽, 미국, 오스트레일리아, 브라질 그리고 홍콩 등의 기존 결제 플랫폼 서비스 지역에 더하여, 비자 마스터카드 등의 신용카드 매출전표 직접 매입 면허를 획득한 싱가포르로 아디옌의 결제 플랫폼을 확대한다고 발표하였다.
아디옌은 2017년 1,220억 달러를 웃도는 결제 금액을 처리하였고 12억 달러의 수익을 발생시켰으며 또한 우버, 넷플릭스, 스포티파이 그리고 페이스북 등을 고객으로 두고 있다. 2018년 6월 13일 아디옌은 기업공개를 단행하였는데, 하루 동안에 아디옌의 주당 가격은 240유로에서 436유로까지 치솟아 올랐으며 아디옌 주식의 시장가치는 128억 유로에 달했다.

## 이베이와의 파트너십
2018년 1월 31일 이베이는 이베이의 결제 플랫폼 제공자를 지금까지의 페이팔에서 아디옌으로 점진적으로 바꿀 것이라고 발표하였다. 페이팔은 최소한 2023년 7월까지는 이베이 결제 수단으로 남아 있겠지만 아디옌이 2018년 북미 지역에서부터 점차 이베이의 결제 파트너로 기능할 것이며 2021년에는 아디옌이 이베이 결제 거래의 다수를 떠맡게 될 것이라고 이베이는 설명하였는데, 그 발표 다음 날 이베이의 주가는 14%나 올라 $46.22를 기록하였는데 이것은 2015년 10월 이래 하루 동안 가장 큰 수치의 상승이었으며 이에 반해 페이팔은 8.5%나 주가가 내려갔다. 이베이는 2002년 7월 온라인 결제의 새로운 별로 떠오른 페이팔을 인수하였지만, 2014년 9월 30일 이베이는 페이팔을 독립된 회사로 분리할 것이라고 발표하였으며, 이것은 2013년 헤지 펀드 거물 칼 아이칸의 요구이었는데 이베이와 페이팔의 분리는 2015년 7월 완료되었다.
이베이는 아디옌을 결제 플랫폼 제공자로 결정함으로써 이베이의 판매자들에게 더욱 집중적인 재정 관리와 저 비용을 가져다줄 것이라고 설명하였으며, 또한 이러한 조치는 결제 과정에서 다른 결제 사이트로 로그인할 필요 없이 이베이 내에서 모든 것을 처리함으로써 이베이가 주도권을 갖고 완전한 결제과정을 중개하는 그 전환 전략의 일부분으로 받아들여 지고 있다. 이베이는 아디옌과의 기술적 협력관계를 통해 이베이 판매자들이 그들의 데이터에 대하여 보다 직관적이고 효율적으로 접근할 수 있으며 이베이를 통하여 모든 거래 기록과 고객과의 소통을 관리하고 추적할 수 있게 될 것이라고 설명하였는데, 아디옌은 그들의 고유한 기술적 인터페이스에 의하여 결제를 처리하므로 사용자들이 아디옌과 직접 소통할 필요 없이 거래를 마칠 수 있다고 하며 페이팔의 경우에는 거래를 끝마치기 전에 사용자들은 반드시 페이팔 계정에 로그인하고 페이팔 인터페이스에 따라야 했다.
아디옌 CEO 그리고 공동 창업자인 피에터 반 데르 도스는 이베이와의 협력 관계에 대하여 언급하며 언제나 가장 성공적인 전자 상거래 회사 중 하나로 꼽히는 이베이가 아디옌을 새로운 글로벌 결제 플랫폼 파트너로 선택한 것을 기쁘게 생각한다고 말했다. 그는 또 아디옌은 이베이와 같은 대형 글로벌 마켓 플레이스의 요구 사항을 충족시킬 수 있는 독보적인 위치에 있으며, 이베이에서의 결제 플랫폼 파트너 참여와 북미 지역에서부터 시작하여 이베이의 지속적인 글로벌 성장을 지원하는 것에 큰 기대를 하고 있다고 밝혔다.

## 같이 보기
- 이베이
- 페이팔